# 20'erne
Århundreder: 1. århundrede f.Kr. – 1. århundrede – 2. århundrede
Årtier: 20'erne f.Kr. 10'erne f.Kr. 00'erne f.Kr. 00'erne 10'erne – 20'erne – 30'erne 40'erne 50'erne 60'erne 70'erne
År: 20 21 22 23 24 25 26 27 28 29